# WAR (アーカイバ)
WAR (Web application ARchive) は、Jakarta EEアプリケーションのパッケージ形式。
WARファイルはZIP形式で圧縮されており、ウェブアプリケーションのドキュメントルート以下が格納される。ドキュメントルートディレクトリにはWEB-INFというサブディレクトリがあり、この中にはアプリケーションのデプロイメント記述子、タグライブラリ記述子、サーバサイドクラス、JAR形式のライブラリが含まれる。
類似するアーカイブとして複数のWARファイル, EJBアプリケーションを一つのアーカイブにまとめるEARなどがある。